# Station Schorndorf
Station Schorndorf is een spoorwegstation in de Duitse plaats Schorndorf. Het station werd in 1861 geopend aan de Remsbahn. 